# Huragan Isabel
Huragan Isabel – huragan, który we wrześniu 2003 nawiedził zachodni Atlantyk. Był to dziewiąty nazwany sztorm tropikalny, piąty huragan i drugi silny tego typu incydent w sezonie huraganowym na Atlantyku 2003. Najsilniejszy cyklon w ówczesnym roku. Osiągnął 5. kategorię w skali Saffira-Simpsona. Maksymalna prędkość wiatru wyniosła 315 km/h, a najniższe ciśnienie – 915 hPa.
Huragan powstał z tropikalnej fali, zainicjowanej u wybrzeży Afryki. Stał się depresją tropikalną o 00.00 UTC 6 września 2003 roku, a sześć godzin później burzą tropikalną. 7 września cyklon nasilił się do miana huraganu, skręcając na północny zachód. Ciągle się nasilając 10 września zmienił kierunek przemieszczania na zachodni, by 13 września skręcić ponownie na północny zachód. Wcześniej, 11 września huragan Isabel osiągnął ostatnią, piątą kategorię w skali Saffira-Simpsona. Oko cyklonu mierzyło w tym czasie 35–45 km średnicy. Później, wyniku zwiększonych pionowych uskoków wiatru zaczął powoli słabnąć. Dotarł do wybrzeża amerykańskiego stanu Karolina Południowa o 17.00 UTC, 18 września jako huragan 2 kategorii. Po wejściu na ląd stopniowo osłabł i zanikł.
Spowodował znaczne straty i śmierć 16 osób. Wszystkie ofiary poniosły śmierć w Stanach Zjednoczonych.